# Représentations diplomatiques au Monténégro

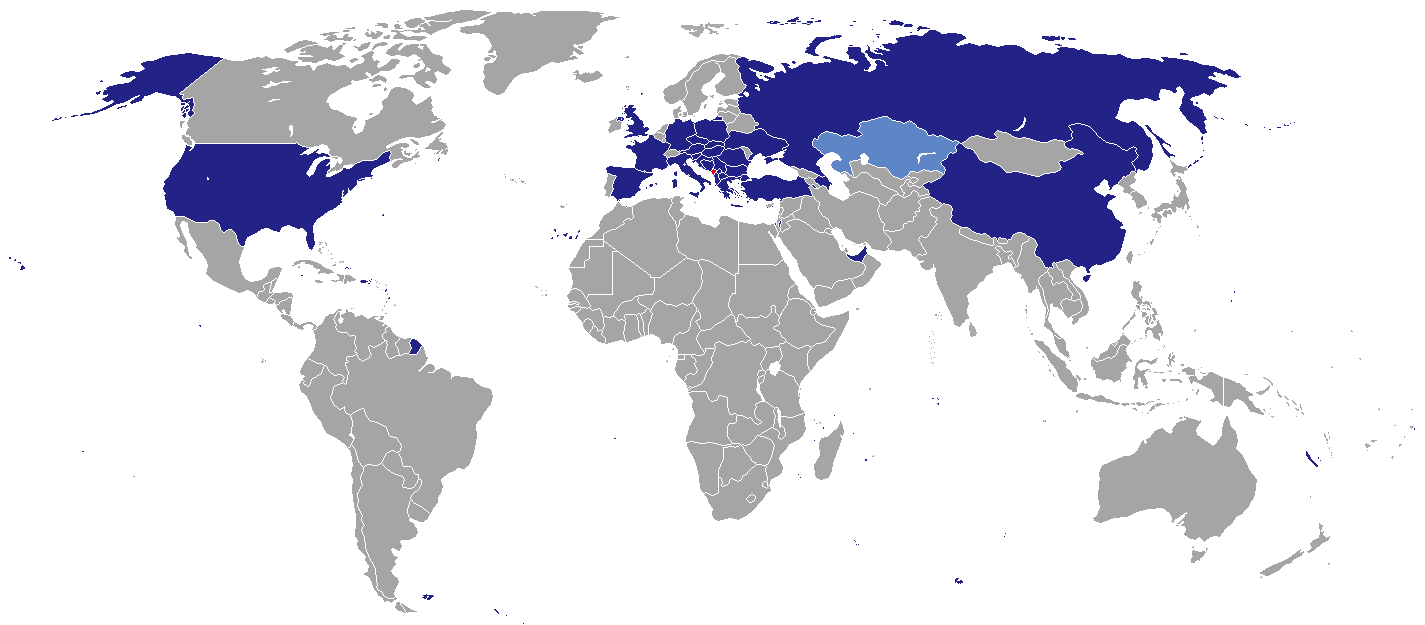
Carte des représentations diplomatiques en Monténégro.

Les représentations diplomatiques en Monténégro sont actuellement au nombre de 29. Il existe de nombreuses délégations et bureaux de représentations des organisations internationales et d'entités infranationales dans la capitale Podgorica.

## Ambassades à Podgorica
| - Albanie - Autriche - Azerbaïdjan - Bosnie-Herzégovine - Bulgarie - Chine - Croatie - Tchéquie - France - Allemagne - Grèce - Hongrie - Italie - Kosovo | - Macédoine du Nord - Palestine - Pologne - Roumanie - Russie - Serbie - Slovaquie - Slovénie - Turquie - Ukraine - Émirats arabes unis - Royaume-Uni - États-Unis |

## Mission diplomatique
- Ordre souverain militaire et hospitalier de Saint-Jean de Jérusalem, de Rhodes et de Malte